# UCI World Tour 2014
Navigation
Édition précédente Édition suivante
L'UCI World Tour 2014 est la quatrième édition de l'UCI World Tour, le successeur du calendrier mondial et du ProTour. Les mêmes 29 épreuves des éditions 2012 et 2013 sont incluses dans cette compétition.
Les 18 équipes qui ont une licence ProTour ont le droit, mais aussi le devoir de participer à toutes les courses de ce calendrier.

## Évolution
Le calendrier, qui a été dévoilé le 27 septembre 2013 par l'UCI ne compte pas de changements majeurs.

## Barème
Comme en 2013, seuls les coureurs membres d'une équipe possédant le label ProTour peuvent marquer des points. Cependant, les coureurs des équipes invitées sur les épreuves World Tour marquent des points pour le "ranking" qui attribue des points dans le classement "Team Value" (le critère sportif pour obtenir les licences World Tour). Le nouveau classement est publié le lundi suivant chaque épreuve UCI World Tour.
Le barème des points est différent selon les épreuves :
| Classement général  | 1er | 2e  | 3e  | 4e  | 5e  | 6e | 7e | 8e | 9e | 10e | 11e | 12e | 13e | 14e | 15e | 16e | 17e | 18e | 19e | 20e |
| ------------------- | --- | --- | --- | --- | --- | -- | -- | -- | -- | --- | --- | --- | --- | --- | --- | --- | --- | --- | --- | --- |
| Épreuve catégorie 1 | 200 | 150 | 120 | 110 | 100 | 90 | 80 | 70 | 60 | 50  | 40  | 30  | 24  | 20  | 16  | 12  | 10  | 8   | 6   | 4   |
| Épreuve catégorie 2 | 170 | 130 | 100 | 90  | 80  | 70 | 60 | 52 | 44 | 38  | 32  | 26  | 22  | 18  | 14  | 10  | 8   | 6   | 4   | 2   |
| Épreuve catégorie 3 | 100 | 80  | 70  | 60  | 50  | 40 | 30 | 20 | 10 | 4   | –   | –   | –   | –   | –   | –   | –   | –   | –   | –   |
| Épreuve catégorie 4 | 80  | 60  | 50  | 40  | 30  | 22 | 14 | 10 | 6  | 2   | –   | –   | –   | –   | –   | –   | –   | –   | –   | –   |

| Classement d'étape  | 1er | 2e | 3e | 4e | 5e |
| ------------------- | --- | -- | -- | -- | -- |
| Épreuve catégorie 1 | 20  | 10 | 6  | 4  | 2  |
| Épreuve catégorie 2 | 16  | 8  | 4  | 2  | 1  |
| Épreuve catégorie 3 | 6   | 4  | 2  | 1  | 1  |

Épreuve de catégorie 1 : Tour de France.

Épreuves de catégorie 2 : Tour d'Italie et Tour d'Espagne.

Épreuves de catégorie 3 : Tour Down Under, Paris-Nice, Tirreno-Adriatico, Milan-San Remo, Tour de Catalogne, Tour des Flandres, Tour du Pays basque, Paris-Roubaix, Liège-Bastogne-Liège, Tour de Romandie, Critérium du Dauphiné, Tour de Suisse, Tour de Pologne, Eneco Tour, Tour de Lombardie et Tour de Pékin.

Épreuves de catégorie 4 : Grand Prix E3, Gand-Wevelgem, Amstel Gold Race, Flèche wallonne, Classique de Saint-Sébastien, Vattenfall Cyclassics, Grand Prix de Plouay, Grand Prix cycliste de Québec et Grand Prix cycliste de Montréal.
Outre un classement individuel, l'UCI World Tour 2014 comporte un classement par équipes et un classement par pays. Le classement par équipes est établi sur la base des points des cinq meilleurs coureurs de chaque équipe au classement individuel. Le classement par nation est obtenu en additionnant les points obtenus par les cinq premiers coureurs de chaque nation au classement individuel. En cas d'égalité, les équipes ou les nations sont départagées par la place de leur meilleur coureur au classement individuel.

## Équipes
Le 10 décembre 2013, l'UCI annonce la liste des 18 équipes avec une licence World Tour.
| Code | Nom de l'équipe         | Pays        | Licence                          | Vélo        | Groupe     |
| ---- | ----------------------- | ----------- | -------------------------------- | ----------- | ---------- |
| ALM  | AG2R La Mondiale        | France      | EUSRL France Cyclisme            | Focus       | Campagnolo |
| AST  | Astana                  | Kazakhstan  | Abacanto SA                      | Specialized | Campagnolo |
| BEL  | Belkin                  | Pays-Bas    | Rabo Wielerploegen               | Bianchi     | Shimano    |
| BMC  | BMC Racing              | États-Unis  | Continuum Sports LLC             | BMC         | Shimano    |
| CAN  | Cannondale              | Italie      | Brixia Sports                    | Cannondale  | SRAM       |
| EUC  | Europcar                | France      | SA Vendée Cyclisme               | Colnago     | Campagnolo |
| FDJ  | FDJ.fr                  | France      | Société de Gestion de L'Echappée | Lapierre    | Shimano    |
| GRS  | Garmin-Sharp            | États-Unis  | Slipstream Sports, LLC           | Cervélo     | Shimano    |
| GIA  | Giant-Shimano           | Pays-Bas    | SMS Cycling B.V.                 | Giant       | Shimano    |
| KAT  | Katusha                 | Russie      | Katusha Management SA            | Canyon      | Shimano    |
| LAM  | Lampre-Merida           | Italie      | CGS Cycling Team AG              | Merida      | Shimano    |
| LTB  | Lotto-Belisol           | Belgique    | Belgian Cycling Company sa       | Ridley      | Campagnolo |
| MOV  | Movistar                | Espagne     | Abarca Sports S.L.               | Canyon      | Campagnolo |
| OPQ  | Omega Pharma-Quick Step | Belgique    | Esperanza bvba                   | Specialized | SRAM       |
| OGE  | Orica-GreenEDGE         | Australie   | GreenEdge Cycling                | Scott       | Shimano    |
| SKY  | Sky                     | Royaume-Uni | Tour Racing Limited              | Pinarello   | Shimano    |
| TCS  | Tinkoff-Saxo            | Russie      | Tinkoff Sport                    | Specialized | Shimano    |
| TFR  | Trek Factory Racing     | États-Unis  | Trek Bicycle Corporation         | Trek        | Shimano    |

## Wild cards
En plus des dix-huit équipes World Tour automatiquement invitées sur chaque course, les organisateurs peuvent distribuer des invitations aux équipes continentales professionnelles. Pour sélectionner les équipes, plusieurs critères peuvent rentrer en compte : par exemple les bons résultats globaux de l'équipe, la nationalité de l'équipe ou la présence d'un ou plusieurs coureurs ayant confirmé leur présence sur la course en cas d'invitation.      
- Légende :

| Équipe invitée |

| Équipes                      | TDU | P-N | T-A | MSR | CAT | E3 | G-W | FLA | BAS | P-R | AGR | F-W | LBL | ROM | ITA | DAU | SUI | FRA | CSS | POL | ENE | VAT | PLO | QUE | ESP | MON | LOM | PEK | Total |
| ---------------------------- | --- | --- | --- | --- | --- | -- | --- | --- | --- | --- | --- | --- | --- | --- | --- | --- | --- | --- | --- | --- | --- | --- | --- | --- | --- | --- | --- | --- | ----- |
| MTN-Qhubeka                  |     |     |     |     |     |    |     |     |     |     |     |     |     |     |     |     |     |     |     |     |     |     |     |     |     |     |     |     | 10    |
| NetApp-Endura                |     |     |     |     |     |    |     |     |     |     |     |     |     |     |     |     |     |     |     |     |     |     |     |     |     |     |     |     | 10    |
| Drapac                       |     |     |     |     |     |    |     |     |     |     |     |     |     |     |     |     |     |     |     |     |     |     |     |     |     |     |     |     | 1     |
| UniSA-Australia              |     |     |     |     |     |    |     |     |     |     |     |     |     |     |     |     |     |     |     |     |     |     |     |     |     |     |     |     | 1     |
| Topsport Vlaanderen-Baloise  |     |     |     |     |     |    |     |     |     |     |     |     |     |     |     |     |     |     |     |     |     |     |     |     |     |     |     |     | 8     |
| Wanty-Groupe Gobert          |     |     |     |     |     |    |     |     |     |     |     |     |     |     |     |     |     |     |     |     |     |     |     |     |     |     |     |     | 11    |
| Équipe nationale du Canada   |     |     |     |     |     |    |     |     |     |     |     |     |     |     |     |     |     |     |     |     |     |     |     |     |     |     |     |     | 2     |
| Colombia                     |     |     |     |     |     |    |     |     |     |     |     |     |     |     |     |     |     |     |     |     |     |     |     |     |     |     |     |     | 3     |
| Caja Rural-Seguros RGA       |     |     |     |     |     |    |     |     |     |     |     |     |     |     |     |     |     |     |     |     |     |     |     |     |     |     |     |     | 5     |
| UnitedHealthcare             |     |     |     |     |     |    |     |     |     |     |     |     |     |     |     |     |     |     |     |     |     |     |     |     |     |     |     |     | 4     |
| Bretagne-Séché Environnement |     |     |     |     |     |    |     |     |     |     |     |     |     |     |     |     |     |     |     |     |     |     |     |     |     |     |     |     | 4     |
| Cofidis                      |     |     |     |     |     |    |     |     |     |     |     |     |     |     |     |     |     |     |     |     |     |     |     |     |     |     |     |     | 12    |
| Androni Giocattoli-Venezuela |     |     |     |     |     |    |     |     |     |     |     |     |     |     |     |     |     |     |     |     |     |     |     |     |     |     |     |     | 7     |
| Bardiani CSF                 |     |     |     |     |     |    |     |     |     |     |     |     |     |     |     |     |     |     |     |     |     |     |     |     |     |     |     |     | 6     |
| Neri Sottoli                 |     |     |     |     |     |    |     |     |     |     |     |     |     |     |     |     |     |     |     |     |     |     |     |     |     |     |     |     | 4     |
| CCC Polsat Polkowice         |     |     |     |     |     |    |     |     |     |     |     |     |     |     |     |     |     |     |     |     |     |     |     |     |     |     |     |     | 4     |
| Équipe nationale de Pologne  |     |     |     |     |     |    |     |     |     |     |     |     |     |     |     |     |     |     |     |     |     |     |     |     |     |     |     |     | 1     |
| RusVelo                      |     |     |     |     |     |    |     |     |     |     |     |     |     |     |     |     |     |     |     |     |     |     |     |     |     |     |     |     | 1     |
| IAM                          |     |     |     |     |     |    |     |     |     |     |     |     |     |     |     |     |     |     |     |     |     |     |     |     |     |     |     |     | 17    |
| Wild cards                   | 2   | 3   | 4   | 7   | 4   | 7  | 7   | 7   | 1   | 7   | 6   | 7   | 7   | 1   | 4   | 3   | 4   | 4   | 1   | 3   | 2   | 1   | 6   | 1   | 4   | 1   | 7   | 0   | 111   |

## Calendrier et résultats
| No | Date                 | Nom de l'épreuve                                 | Pays              | C | Vainqueur          | Classement individuel | Classement par équipes  | Classement par pays |
| -- | -------------------- | ------------------------------------------------ | ----------------- | - | ------------------ | --------------------- | ----------------------- | ------------------- |
| 1  | 21-26 janvier        | Tour Down Under                                  | Australie         | 3 | Simon Gerrans      | Simon Gerrans         | Orica-GreenEDGE         | Australie           |
| 2  | 9-16 mars            | Paris-Nice                                       | France            | 3 | Carlos Betancur    | Carlos Betancur       | Lampre-Merida           | Australie           |
| 3  | 12-18 mars           | Tirreno-Adriatico                                | Italie            | 3 | Alberto Contador   | Carlos Betancur       | AG2R La Mondiale        | Australie           |
| 4  | 23 mars              | Milan-San Remo                                   | Italie            | 3 | Alexander Kristoff | Carlos Betancur       | Movistar                | Australie           |
| 6  | 28 mars              | Grand Prix E3                                    | Belgique          | 4 | Peter Sagan        | Carlos Betancur       | Movistar                | Australie           |
| 5  | 24-30 mars           | Tour de Catalogne                                | Espagne           | 3 | Joaquim Rodríguez  | Alberto Contador      | AG2R La Mondiale        | Espagne             |
| 7  | 30 mars              | Gand-Wevelgem                                    | Belgique          | 4 | John Degenkolb     | Alberto Contador      | AG2R La Mondiale        | Espagne             |
| 8  | 6 avril              | Tour des Flandres                                | Belgique          | 3 | Fabian Cancellara  | Alberto Contador      | Omega Pharma-Quick Step | Espagne             |
| 9  | 7-12 avril           | Tour du Pays basque                              | Espagne           | 3 | Alberto Contador   | Alberto Contador      | Omega Pharma-Quick Step | Espagne             |
| 10 | 13 avril             | Paris-Roubaix                                    | France            | 3 | Niki Terpstra      | Alberto Contador      | Omega Pharma-Quick Step | Espagne             |
| 11 | 20 avril             | Amstel Gold Race                                 | Pays-Bas          | 4 | Philippe Gilbert   | Alberto Contador      | Omega Pharma-Quick Step | Espagne             |
| 12 | 23 avril             | Flèche wallonne                                  | Belgique          | 4 | Alejandro Valverde | Alberto Contador      | Omega Pharma-Quick Step | Espagne             |
| 13 | 27 avril             | Liège-Bastogne-Liège                             | Belgique          | 3 | Simon Gerrans      | Alberto Contador      | Omega Pharma-Quick Step | Espagne             |
| 14 | 29 avril-4 mai       | Tour de Romandie                                 | Suisse            | 3 | Christopher Froome | Alberto Contador      | Omega Pharma-Quick Step | Espagne             |
| 15 | 9 mai-1er juin       | Tour d'Italie                                    | Italie            | 2 | Nairo Quintana     | Nairo Quintana        | Omega Pharma-Quick Step | Espagne             |
| 16 | 8-15 juin            | Critérium du Dauphiné                            | France            | 3 | Andrew Talansky    | Alberto Contador      | Omega Pharma-Quick Step | Espagne             |
| 17 | 14-22 juin           | Tour de Suisse                                   | Suisse            | 3 | Rui Costa          | Alberto Contador      | Omega Pharma-Quick Step | Espagne             |
| 18 | 5-27 juillet         | Tour de France                                   | France            | 1 | Vincenzo Nibali    | Alberto Contador      | Movistar                | Espagne             |
| 19 | 2 août               | Classique de Saint-Sébastien                     | Espagne           | 4 | Alejandro Valverde | Alejandro Valverde    | Movistar                | Espagne             |
| 20 | 3-9 août             | Tour de Pologne                                  | Pologne           | 3 | Rafał Majka        | Alejandro Valverde    | Movistar                | Espagne             |
| 21 | 11-17 août           | Eneco Tour                                       | Pays-Bas Belgique | 3 | Tim Wellens        | Alejandro Valverde    | Movistar                | Espagne             |
| 23 | 24 août              | Vattenfall Cyclassics                            | Allemagne         | 4 | Alexander Kristoff | Alejandro Valverde    | Movistar                | Espagne             |
| 24 | 31 août              | Grand Prix de Plouay                             | France            | 4 | Sylvain Chavanel   | Alejandro Valverde    | Movistar                | Espagne             |
| 25 | 12 septembre         | Grand Prix cycliste de Québec                    | Canada            | 4 | Simon Gerrans      | Alejandro Valverde    | Movistar                | Espagne             |
| 22 | 23 août-14 septembre | Tour d'Espagne                                   | Espagne           | 2 | Alberto Contador   | Alberto Contador      | Movistar                | Espagne             |
| 26 | 14 septembre         | Grand Prix cycliste de Montréal                  | Canada            | 4 | Simon Gerrans      | Alberto Contador      | Movistar                | Espagne             |
| 27 | 21 septembre         | Championnat du monde du contre-la-montre équipes | Espagne           | 1 | BMC Racing         | Alberto Contador      | Movistar                | Espagne             |
| 28 | 5 octobre            | Tour de Lombardie                                | Italie            | 3 | Daniel Martin      | Alejandro Valverde    | Movistar                | Espagne             |
| 29 | 10-14 octobre        | Tour de Pékin                                    | Chine             | 3 | Philippe Gilbert   | Alejandro Valverde    | Movistar                | Espagne             |

## Déroulement de la saison

### Tour Down Under

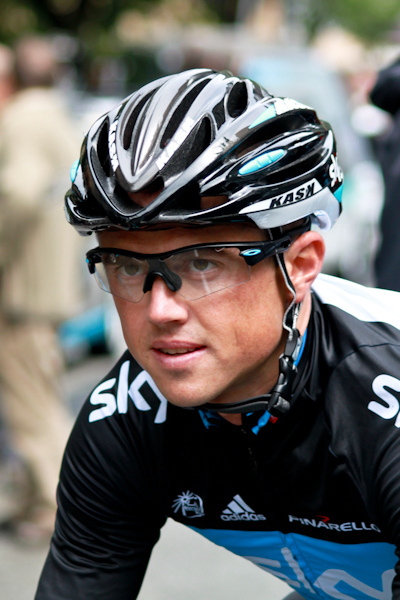
Simon Gerrans, ici en 2011, remporte le Tour Down Under et devient le premier leader de l'UCI World Tour 2014

La première épreuve de l'UCI World Tour 2014 se déroule en Australie avec le Tour Down Under. Parmi les favoris participants à cette édition, on retrouve notamment les Australiens Simon Gerrans (Orica-GreenEDGE), double lauréat de l'épreuve en 2006 puis 2012 et récent champion d'Australie sur route, son dauphin sur ce championnat, Cadel Evans (BMC Racing) et Richie Porte (Sky) qui a terminé derrière ces deux derniers,,.
La première étape étape est remportée par Gerrans qui s'impose au sprint à Angaston au sein d'un groupe réduit de 35 coureurs, devançant notamment l'Allemand André Greipel (Lotto-Belisol). Il prend à cette occasion le maillot de leader. Après une seconde étape remportée par l'Italien Diego Ulissi (Lampre-Merida), Cadel Evans s'impose en solitaire à Campbelltown avec quinze secondes d'avance sur son compatriote Nathan Haas (Garmin-Sharp), prenant la tête du classement général douze secondes devant Gerrans. Greipel lève ensuite les bras pour la première fois de la saison sur la quatrième étape sans aucun changement au classement général. La cinquième étape est considérée comme l'étape reine avec la double ascension et l'arrivée au somet du Willunga. Richie Porte fait la différence lors de la dernière montée et s'impose en solitaire. Gerrans reprend la tête du classement général une seconde devant Evans et cinq devant Ulissi. Les positions restent ensuite inchangées lors de la dernière étape à Adélaïde avec la victoire de André Greipel.
Au classement général, Gerrans s'impose donc devant Evans et Ulissi. L'Australien remporte également le classement par point alors que Adam Hansen (Lotto-Belisol), Jack Haig (UniSA-Australia) et Orica GreenEdge s'imposent respectivement sur le classement de la montagne, le classement du meilleur jeune et le classement par équipes.
Le premier classement du World est logiquement dominé par Simon Gerrans, Orica-GreenEDGE et l'Australie.
| # | Classement individuel | Classement individuel | Classement par équipes | Classement par équipes | Classement par pays | Classement par pays |
| - | --------------------- | --------------------- | ---------------------- | ---------------------- | ------------------- | ------------------- |
| # | Coureur               | Points                | Equipe                 | Points                 | Pays                | Points              |
| 1 | Simon Gerrans         | 114                   | Orica-GreenEDGE        | 145                    | Australie           | 334                 |
| 2 | Cadel Evans           | 88                    | BMC Racing             | 88                     | Italie              | 86                  |
| 3 | Diego Ulissi          | 83                    | Sky                    | 86                     | Pays-Bas            | 43                  |

### Paris-Nice

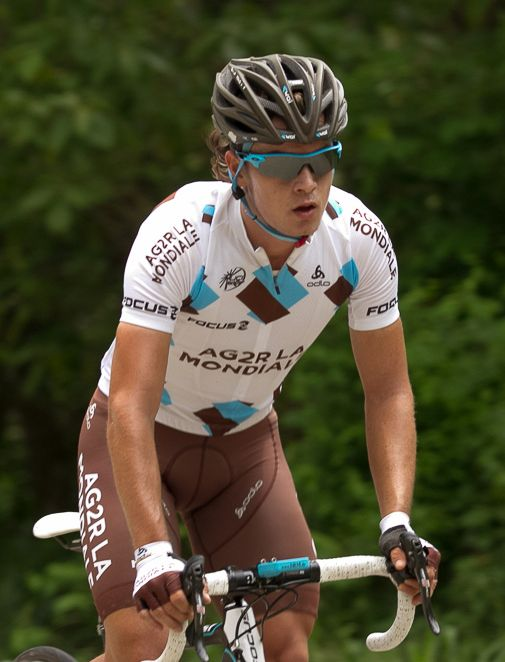
Carlos Betancur remporte Paris-Nice et prend la tête de l'UCI World Tour 2014

La seconde épreuve du World Tour se déroule entre le 9 et le 16 mars avec Paris-Nice. En plus des 18 équipes World Tour, 3 équipes continentales professionnelles participent à la course, IAM, Bretagne-Séché Environnement et Cofidis.
Parmi les têtes d'affiches, on retrouve notamment l'Italien Vincenzo Nibali (Astana), le Néerlandais Tom-Jelte Slagter (Garmin-Sharp), le Gallois Geraint Thomas (Sky) et le duo de l'équipe AG2R La Mondiale : le Colombien Carlos Betancur et le Français Romain Bardet.
La première étape autour de Mantes-la-Jolie voir la victoire du Français Nacer Bouhanni (FDJ.fr) au sprint devançant notamment John Degenkolb (Giant-Shimano) et Gianni Meersman (Omega Pharma-Quick Step) après avoir été victime d'une chute à mi-course,. Il prend donc à cette occasion le maillot jaune de leader. Lors de la seconde étape, Moreno Hofland (Belkin) l'emporte au sprint. Après avoir pris des bonifcations au cours de l'étape, Meersman doit prendre le maillot de leader mais est pénalisé d'une minute et dix secondes pour s'être aidé de la voiture de son directeur sportif après une chute dans le final. Bouhanni conserve donc la tête du classement général,,. Après une victoire de Degenkolb au sprint sur le circuit automobile de Nevers Magny-Cours sur la troisième étape, la première étape vallonnée se présente avec une arrivée à Belleville dans le Rhône. Tom-Jelte Slagter attaque dans la dernière ascension de l'étape, suivi par Geraint Thomas. Le premier s'impose à l'arrivée mais le Gallois prend le maillot jaune trois secondes devant Degenkolb.
À la suite de la prise de pouvoir du Gallois, Carlos Betancur remporte la cinquième étape à Rive-de-Gier dans le même temps que le Luxembourgeois Bob Jungels (Trek Factory Racing) et le Danois Jakob Fuglsang (Astana) mais Thomas garde la main sur le classement individuel. La sixième étape voit une nouvelle victoire du Colombien, cette fois ci devant le champion du monde Rui Costa (Lampre-Merida) et le Tchèque Zdeněk Štybar. Il prend cette fois-ci le maillot jaune. La septième étape entre Mougins et Biot voit une nouvelle victoire de Tom-Jelte Slagter, devançant Rui Costa qui enchaîne avec une seconde deuxième place consécutive. La dernière descente de l'étape est marqué par la chute de Thomas qui perd à cette occasion toute chance de victoire au classement général final. La dernière étape est une boucle autour de la ville de Nice. Elle voit le Français Arthur Vichot (FDJ.fr) s'imposer devant José Joaquín Rojas (Movistar) et Cyril Gautier (Europcar). Cette victoire lui permet de monter sur la troisième place du classement général final.
Carlos Betancur s'impose donc sur l'épreuve, devenant le premier Colombien à s'imposer sur la Course au Soleil. Il devance de quatorze secondes Rui Costa et de vingt secondes Vichot. Il remporte également le classement du meilleur jeune. De leurs côtés, John Degenkolb, Pim Ligthart (Lotto-Belisol) et la Movistar remporte respectivement les classements par points, de la montagne et par équipes.
À la suite de cette seconde épreuve, Carlos Betancur prend la première place du classement individuel du World Tour, Lampre-Merida celle du classement par équipes et l'Australie reste en tête au niveau des nations.
| # | Classement individuel | Classement individuel | Classement par équipes | Classement par équipes | Classement par pays | Classement par pays |
| - | --------------------- | --------------------- | ---------------------- | ---------------------- | ------------------- | ------------------- |
| # | Coureur               | Points                | Equipe                 | Points                 | Pays                | Points              |
| 1 | Carlos Betancur       | 114                   | Lampre-Merida          | 171                    | Australie           | 334                 |
| 2 | Simon Gerrans         | 114                   | Orica-GreenEDGE        | 150                    | France              | 133                 |
| 3 | Rui Costa             | 88                    | AG2R La Mondiale       | 115                    | Colombie            | 114                 |

### Tirreno-Adriatico

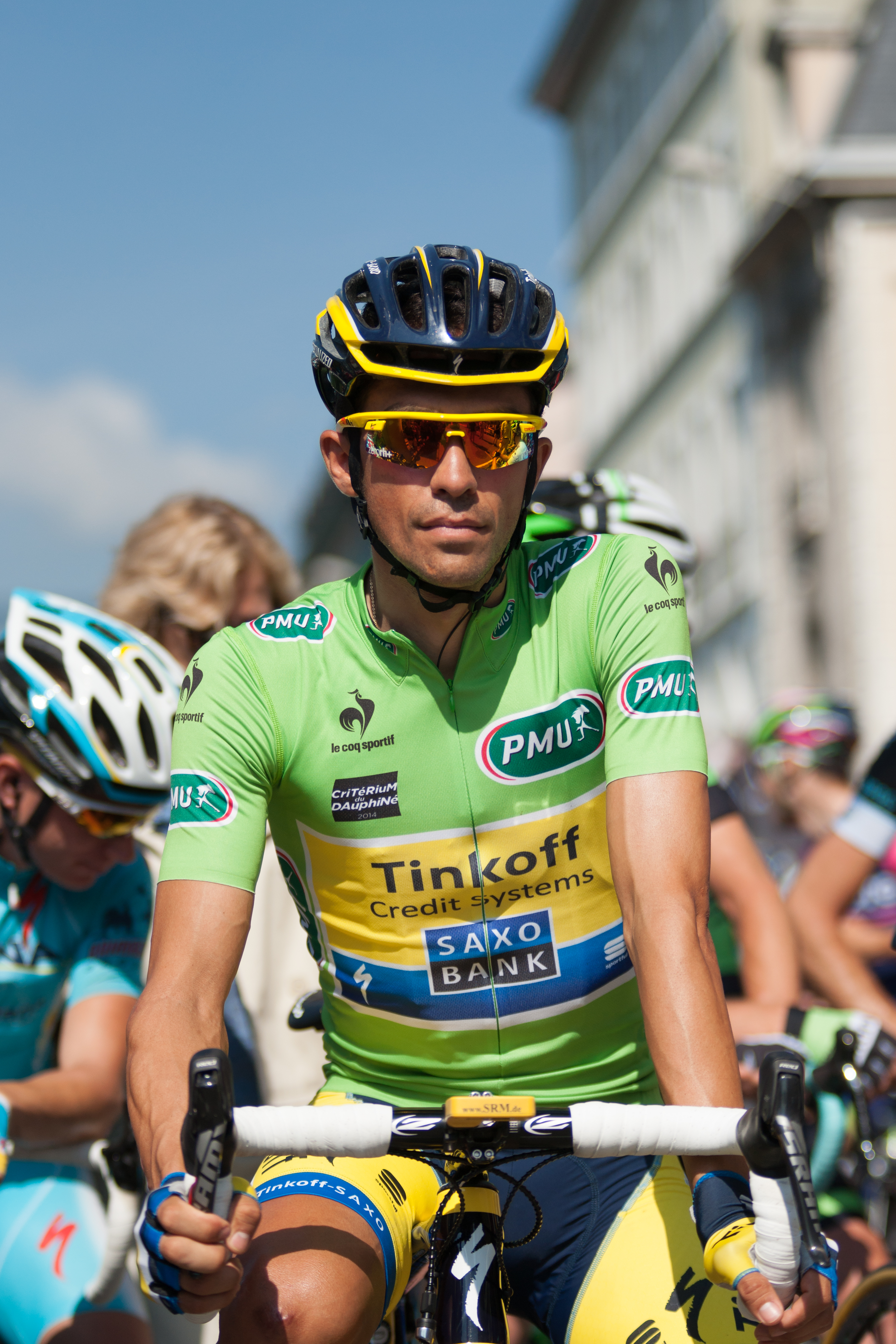
Contador, ici au Critérium du Dauphiné 2014, remporte Tirreno-Adriatico

À la suite de cette troisième épreuve, Carlos Betancur et l'Australie conserve les premières places du classement individuel et par nations du World Tour alors que l'équipe française AG2R La Mondiale prend la tête du classement par équipes.
| # | Classement individuel | Classement individuel | Classement par équipes | Classement par équipes | Classement par pays | Classement par pays |
| - | --------------------- | --------------------- | ---------------------- | ---------------------- | ------------------- | ------------------- |
| # | Coureur               | Points                | Equipe                 | Points                 | Pays                | Points              |
| 1 | Carlos Betancur       | 114                   | AG2R La Mondiale       | 216                    | Australie           | 334                 |
| 2 | Simon Gerrans         | 114                   | Tinkoff-Saxo           | 183                    | Colombie            | 248                 |
| 3 | Alberto Contador      | 112                   | Lampre-Merida          | 171                    | Espagne             | 206                 |

### Milan-San Remo

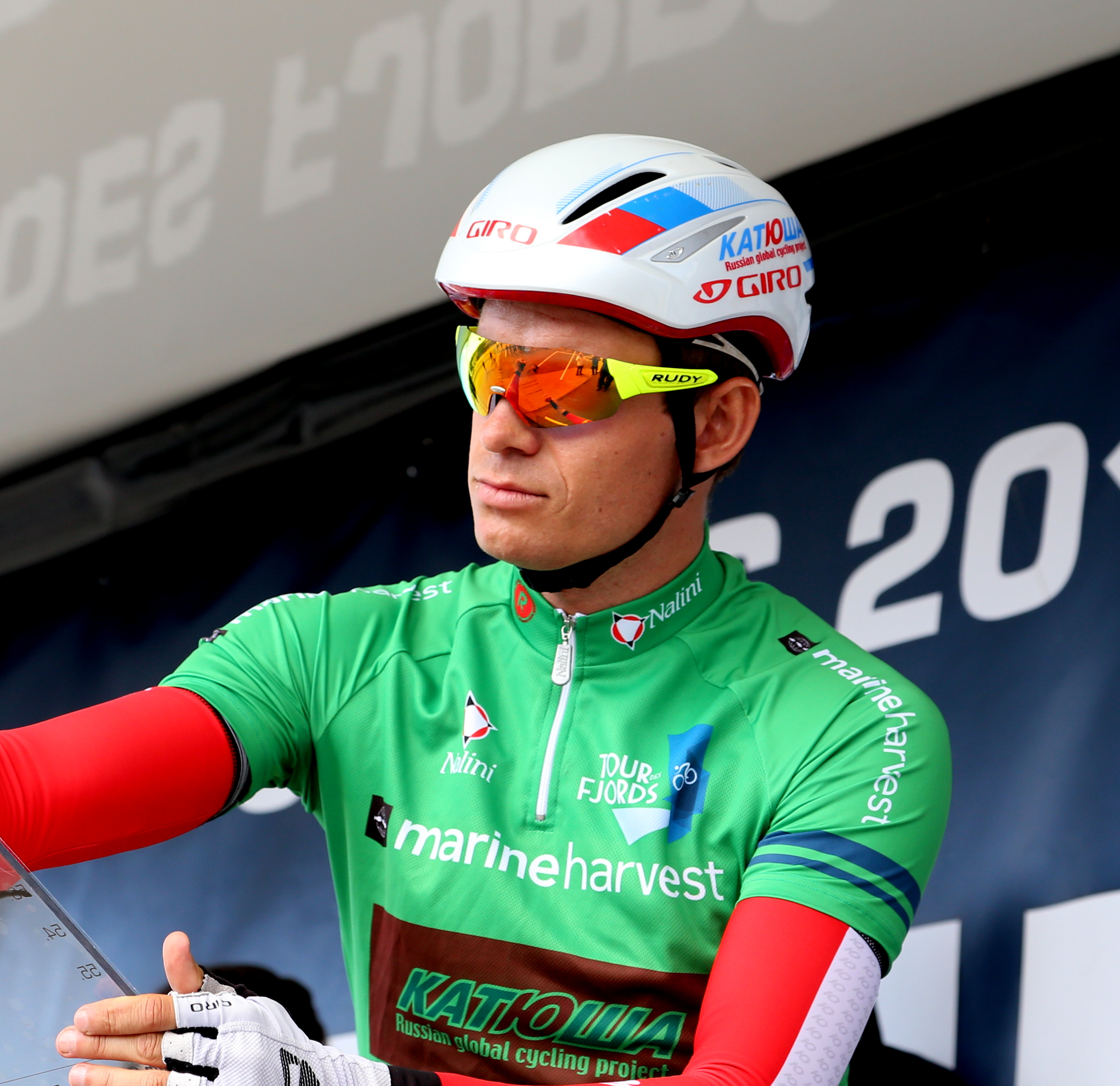
Alexander Kristoff remporte Milan-San Remo

La quatrième épreuve du calendrier mondial se déroule le 23 mars. Prennent part à cette épreuve les équipes de l'élite ainsi que plusieurs équipes invitées. On retrouve Androni Giocattoli-Venezuela, Bardiani CSF, IAM, MTN-Qhubeka, Neri Sottoli, NetApp-Endura et UnitedHealthcare.
Parmi les favoris participant à la première grande classique de la saison, on retrouve notamment le tenant du titre l'Allemand Gerald Ciolek (MTN-Qhubeka), l'Italien Vincenzo Nibali (Astana), le Slovaque Peter Sagan (Cannondale), l'Anglais Mark Cavendish et le Polonais Michał Kwiatkowski (Omega Pharma-Quick Step), John Degenkolb (Giant-Shimano), les Norvégiens Alexander Kristoff (Katusha) et Edvald Boasson Hagen (Sky) ou encore le Suisse Fabian Cancellara (Trek Factory Racing).
Sept coureurs forment « l'échappée matinale », partie peu après le départ de la course : le Tchèque Jan Bárta (NetApp-Endura), les Italiens Nicola Boem (Bardiani CSF), Matteo Bono (Lampre-Merida) et Antonio Parrinello (Androni Giocattoli), l'Australien Nathan Haas (Garmin-Sharp) et les Néerlandais Marc de Maar (UnitedHealthcare) et Maarten Tjallingii (Belkin). Leur avance atteint jusqu'à 11 minutes. La poursuite du peloton est menée par l'équipe Cannondale. Au Capo Mele, à 60 km de l'arrivée, le groupe de tête ne compte plus que cinq coureurs, Boem n'ayant pu suivre et Haas ayant subi une crevaison, et son avance est réduite à six minutes. Au Capo Berta, ils ne sont plus que trois, avec trois minutes d'avance.
Dans la Cipressa, Vincenzo Nibali (Astana) attaque à 25 km de l'arrivée. Il rattrape et distance Bono, puis les 2 derniers coureurs restés en tête, Tjallingii et De Maar. À 15 kilomètres de San Remo, Nibali est suivi de près par Tjallingii avec 49 secondes d'avance. Les équipes Sky puis Lotto-Belisol mènent la poursuite derrière lui. Il est repris au début de l'ascension du Poggio. Plusieurs attaques s'y succèdent, mais aucun coureur ne parvient à sortir. La plupart des sprinters sont parvenus à rester dans ce groupe. Seuls Arnaud Démare, lâché dans cette dernière ascension, et Degenkolb, victime d'une crevaison, ne peuvent prendre part au sprint final.
Dans le final, Luca Paolini (Katusha) effectue un travail important en tête du groupe d'une trentaine de coureurs, qui s'apprêtent à se disputer la victoire.
Le Norvégien Alexander Kristoff (Katusha) s'impose au sprint, nettement devant le Suisse Fabian Cancellara (Trek Factory Racing) et le Britannique Ben Swift (Sky),,,,. Il devient à cette occasion le premier Norvégien à remporter un « monument » du cyclisme. Sa victoire, considérée comme une surprise, intervient après plusieurs années de progression, une médaille de bronze aux Jeux olympiques de 2012, plusieurs places d'honneur lors de classiques en 2013 (3e de la Vattenfall Cyclassics, 4e du Tour des Flandres, 8e de Milan-San Remo, 9e de Paris-Roubaix).
À la suite de cette quatrième épreuve, Carlos Betancur et l'Australie conserve les premières places du classement individuel et par nations du World Tour alors que l'équipe espagnole Movistar prend la tête du classement par équipes.
| # | Classement individuel | Classement individuel | Classement par équipes | Classement par équipes | Classement par pays | Classement par pays |
| - | --------------------- | --------------------- | ---------------------- | ---------------------- | ------------------- | ------------------- |
| # | Coureur               | Points                | Equipe                 | Points                 | Pays                | Points              |
| 1 | Carlos Betancur       | 114                   | Movistar               | 218                    | Australie           | 336                 |
| 2 | Simon Gerrans         | 114                   | AG2R La Mondiale       | 216                    | Espagne             | 266                 |
| 3 | Alberto Contador      | 112                   | Lampre-Merida          | 191                    | Colombie            | 248                 |

### Grand Prix E3

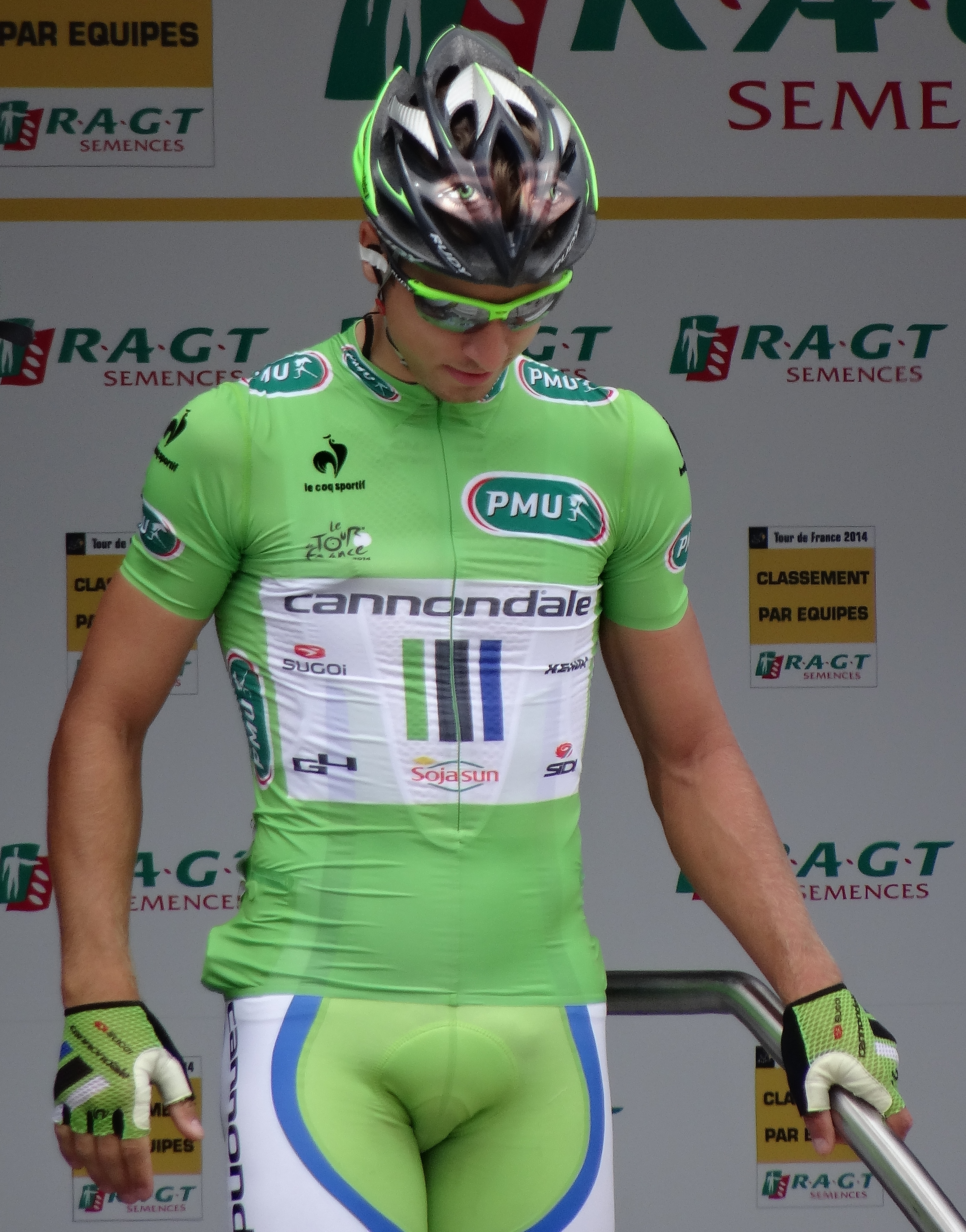
Peter Sagan, ici sur le Tour de France 2014, remporte le Grand Prix E3 2014

À la suite de cette cinquième épreuve, statu quo en tête des différents classements avec Carlos Betancur, l'Australie et Movistar conservent leurs premières places.
| # | Classement individuel | Classement individuel | Classement par équipes | Classement par équipes | Classement par pays | Classement par pays |
| - | --------------------- | --------------------- | ---------------------- | ---------------------- | ------------------- | ------------------- |
| # | Coureur               | Points                | Equipe                 | Points                 | Pays                | Points              |
| 1 | Carlos Betancur       | 114                   | Movistar               | 218                    | Australie           | 336                 |
| 2 | Simon Gerrans         | 114                   | Sky                    | 218                    | Espagne             | 266                 |
| 3 | Alberto Contador      | 112                   | AG2R La Mondiale       | 216                    | Colombie            | 248                 |

### Tour du Pays basque

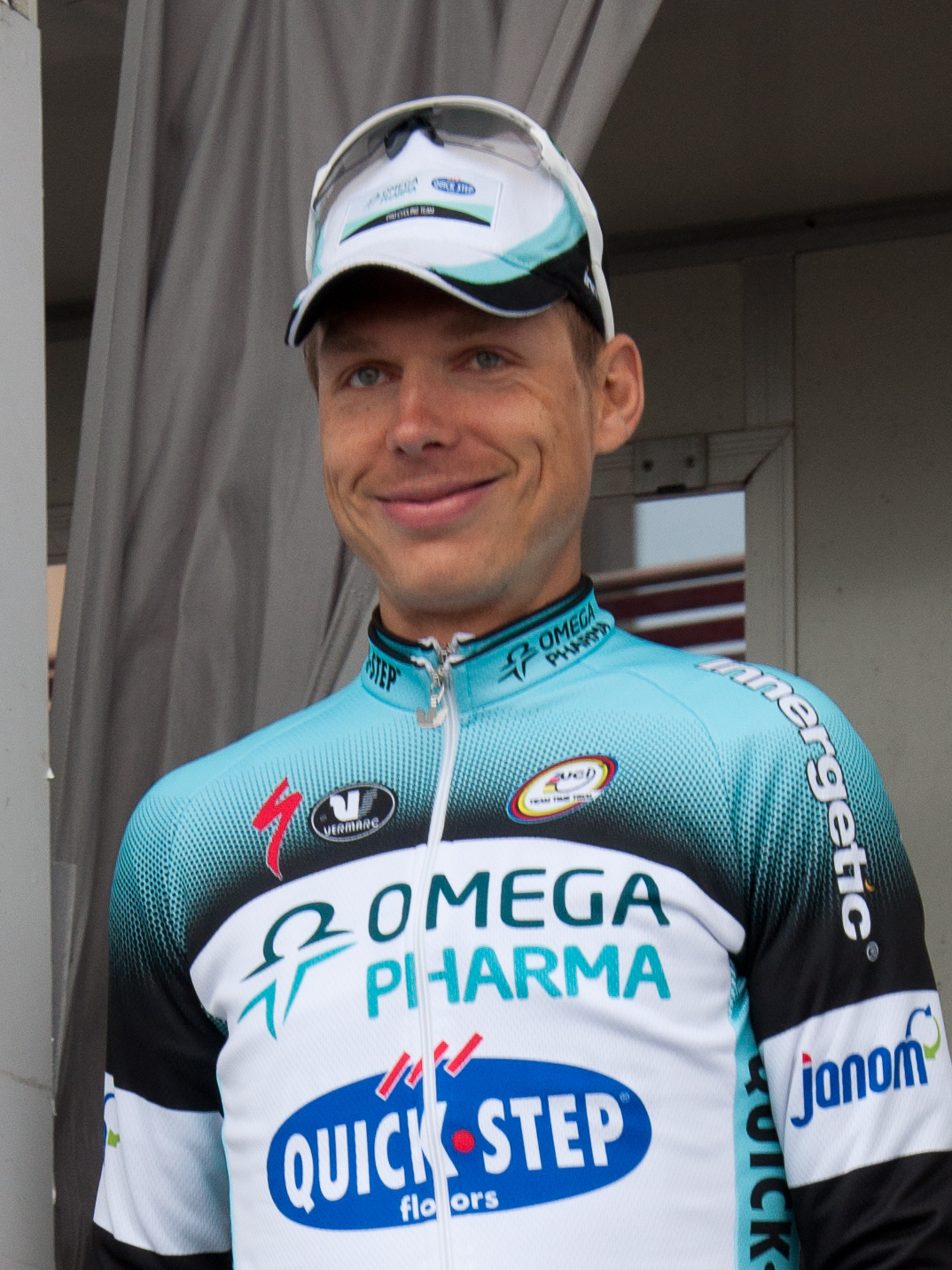
Tony Martin (ici en 2013) remporte deux étapes du Tour du Pays basque

La neuvième épreuve du World Tour se déroule entre le 7 et le 12 avril avec le Tour du Pays basque. En plus des 18 équipes World Tour, une seule équipe continentale professionnelle est invitée à la course, l'Espagnole Caja Rural-Seguros RGA.
Parmi les coureurs présents au départ de l'épreuve, plusieurs favoris se dégagent clairement à la veille de cette édition. On retrouve notamment s'agit d'Alberto Contador (Tinkoff-Saxo), revenu au top après sa victoire sur Tirreno-Adriatico un mois auparavant et sa seconde place sur le Tour de Catalogne, et d'Alejandro Valverde (Movistar), déjà vainqueur de sept courses depuis le début de saison.
En second rideau, on peut nommer éléments de nombreux outsiders : le Polonais Michał Kwiatkowski (Omega Pharma-Quick Step), brillant sur Tirreno-Adriatico, pourrait mettre à son avantage la présence du contre la montre final à condition de ne pas perdre de temps lors de l'étape de montagne. l'Australien Cadel Evans (BMC), 2e du Tour Down Under. La doublette d'AG2R La Mondiale: Carlos Betancur, vainqueur de Paris - Nice mais à la peine sur le Tour de Catalogne (abandon), et Jean-Christophe Péraud, vainqueur la semaine passée du Critérium International. Enfin on peut également trouver le Croate Robert Kišerlovski (Trek Factory Racing), 7e de Tirreno-Adriatico et 10e du Tour de Catalogne.
À la suite de cette neuvième épreuve, Alberto Contador conforte sa première place au classement individuel, l'Espagne celle du classement par nations et Omega Pharma-Quick Step conserve celle du classement par équipes.
| # | Classement individuel | Classement individuel | Classement par équipes  | Classement par équipes | Classement par pays | Classement par pays |
| - | --------------------- | --------------------- | ----------------------- | ---------------------- | ------------------- | ------------------- |
| # | Coureur               | Points                | Equipe                  | Points                 | Pays                | Points              |
| 1 | Alberto Contador      | 308                   | Omega Pharma-Quick Step | 412                    | Espagne             | 605                 |
| 2 | Fabian Cancellara     | 190                   | Katusha                 | 382                    | Belgique            | 390                 |
| 3 | Alexander Kristoff    | 151                   | AG2R La Mondiale        | 380                    | France              | 381                 |

### Paris-Roubaix

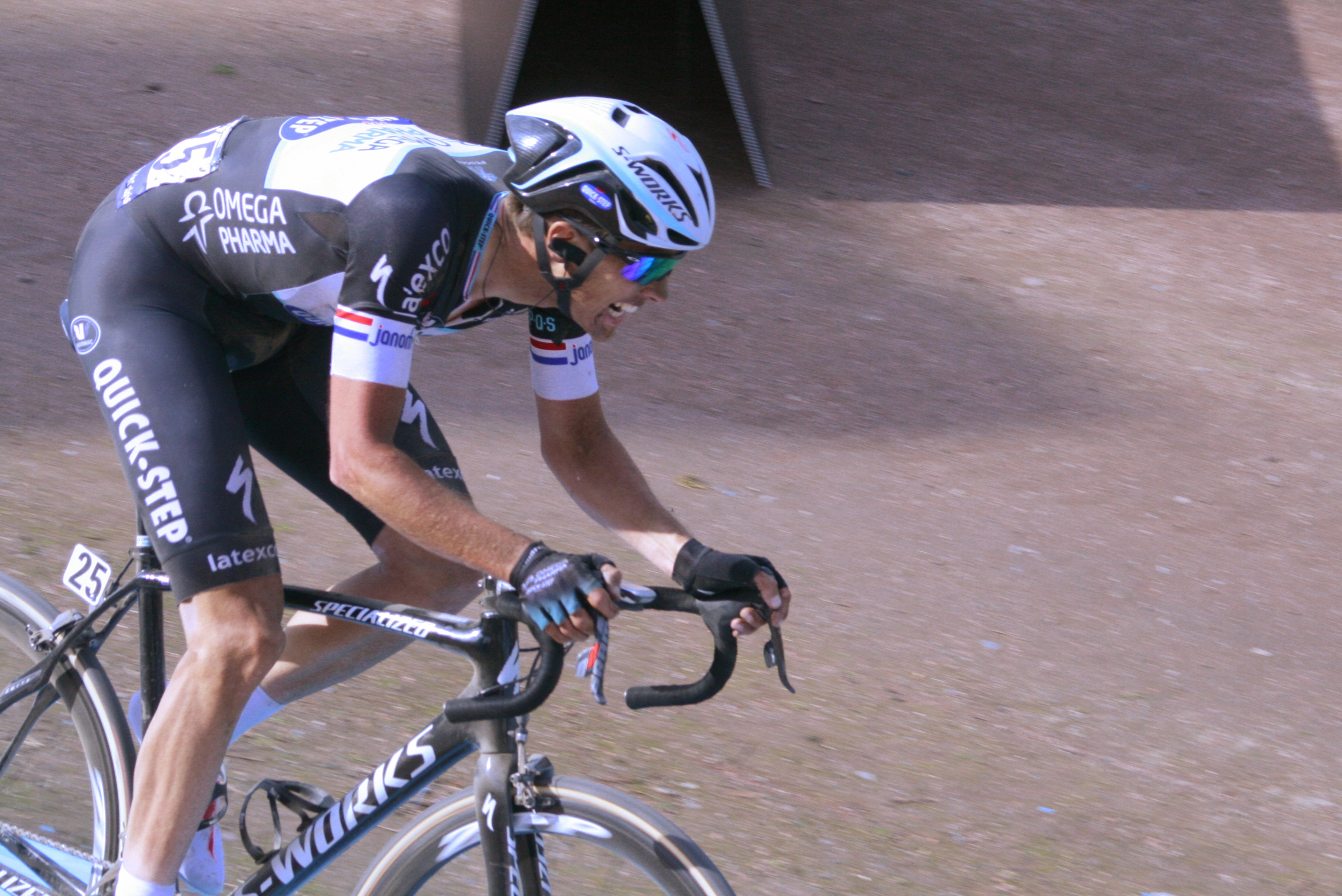
Niki Terpstra arrive en solidaire sur le vélodrome de Paris-Roubaix

Le lendemain de la fin de l'épreuve basque se déroule la plus grande classique française, Paris-Roubaix. Parmi les équipes participantes, on retrouve en plus des 18 équipes World Tour, sept équipes continentales professionnelles. Bretagne-Séché Environnement, Cofidis, IAM, NetApp-Endura, Topsport Vlaanderen-Baloise, UnitedHealthcare et Wanty-Groupe Gobert sont invités par ASO.
À la suite de cette dixième épreuve du World Tour, Alberto Contador conserve sa première place au classement individuel devant Fabian Cancellara qui à la faveur de sa seconde place se rapproche du leader. Le trio de tête du classement par nations ne change pas et Omega Pharma-Quick Step consolide celle du classement par équipes.
| # | Classement individuel | Classement individuel | Classement par équipes  | Classement par équipes | Classement par pays | Classement par pays |
| - | --------------------- | --------------------- | ----------------------- | ---------------------- | ------------------- | ------------------- |
| # | Coureur               | Points                | Equipe                  | Points                 | Pays                | Points              |
| 1 | Alberto Contador      | 308                   | Omega Pharma-Quick Step | 543                    | Espagne             | 605                 |
| 2 | Fabian Cancellara     | 260                   | Katusha                 | 382                    | Belgique            | 454                 |
| 3 | Niki Terpstra         | 200                   | AG2R La Mondiale        | 380                    | France              | 381                 |

## Classements

### Classement individuel
| Rang | Coureur                | Équipe                  | Points |
| ---- | ---------------------- | ----------------------- | ------ |
| 1    | Alejandro Valverde     | Movistar                | 686    |
| 2    | Alberto Contador       | Tinkoff-Saxo            | 620    |
| 3    | Simon Gerrans          | Orica-GreenEDGE         | 478    |
| 4    | Rui Costa              | Lampre-Merida           | 461    |
| 5    | Vincenzo Nibali        | Astana                  | 392    |
| 6    | Nairo Quintana         | Movistar                | 346    |
| 7    | Christopher Froome     | Sky                     | 326    |
| 8    | Alexander Kristoff     | Katusha                 | 321    |
| 9    | Daniel Martin          | Garmin-Sharp            | 316    |
| 10   | Jean-Christophe Péraud | AG2R La Mondiale        | 300    |
| 11   | Fabian Cancellara      | Trek Factory Racing     | 286    |
| 12   | Joaquim Rodríguez      | Katusha                 | 286    |
| 13   | John Degenkolb         | Giant-Shimano           | 278    |
| 14   | Philippe Gilbert       | BMC Racing              | 272    |
| 15   | Peter Sagan            | Cannondale              | 263    |
| 16   | Michał Kwiatkowski     | Omega Pharma-Quick Step | 257    |
| 17   | Fabio Aru              | Astana                  | 248    |
| 18   | Romain Bardet          | AG2R La Mondiale        | 247    |
| 19   | Bauke Mollema          | Belkin                  | 246    |
| 20   | Rafał Majka            | Tinkoff-Saxo            | 241    |

- 236 coureurs ont marqué au moins un point.

### Classement par pays
On additionne les points des 5 premiers coureurs de chaque pays au classement individuel.
| Rang | Pays        | Points | 5 meilleurs coureurs                                                                     |
| ---- | ----------- | ------ | ---------------------------------------------------------------------------------------- |
| 1    | Espagne     | 1834   | Valverde (686), Contador (620), Rodríguez (286), S. Sánchez (123), Intxausti (119)       |
| 2    | Italie      | 1070   | V. Nibali (392), Aru (248), Pozzovivo (197), Ulissi (125), Nizzolo (108)                 |
| 3    | Belgique    | 1006   | P. Gilbert (272), Vanmarcke (216), Van Avermaet (210), Wellens (204), J. Vanendert (104) |
| 4    | France      | 987    | Péraud (300), Bardet (247), Pinot (162), Gallopin (140), Rolland (138)                   |
| 5    | Pays-Bas    | 957    | Mollema (246), T. Dumoulin (240), N. Terpstra (200), Kelderman (162), Boom (109)         |
| 6    | Australie   | 869    | Gerrans (478), Evans (188), Matthews (72), Porte (71), Rogers (60)                       |
| 7    | Colombie    | 814    | N. Quintana (346), R. Urán (173), C. Betancur (114), Arredondo (101), Chaves (80)        |
| 8    | Royaume-Uni | 721    | Froome (326), Thomas (168), Cavendish (92), Swift (91), A. Yates (44)                    |
| 9    | Allemagne   | 640    | Degenkolb (278), T. Martin (146), Kittel (136), Greipel (46), Geschke (34)               |
| 10   | Pologne     | 565    | Kwiatkowski (257), Majka (241), Niemiec (67)                                             |
| 11   | Portugal    | 463    | Costa (461), A. Cardoso (2)                                                              |
| 12   | États-Unis  | 430    | van Garderen (219), Talansky (135), Farrar (64), Horner (10), Warbasse (2)               |
| 13   | Suisse      | 423    | Cancellara (286), Albasini (80), Morabito (42), Zaugg (9), Dillier (6)                   |
| 14   | Irlande     | 357    | D. Martin (316), Deignan (38), Roche (3)                                                 |
| 15   | Norvège     | 332    | Kristoff (321), Hushovd (8), Boasson Hagen (2), Nordhaug (1)                             |
| 16   | Slovaquie   | 274    | P. Sagan (263), P. Velits (11)                                                           |
| 17   | Slovénie    | 249    | Špilak (173), Mezgec (58), Božič (15), Polanc (2), Koren (1)                             |
| 18   | Tchéquie    | 238    | Kreuziger (135), Štybar (93), Vakoč (10)                                                 |
| 19   | Lituanie    | 126    | Navardauskas (126)                                                                       |
| 20   | Russie      | 125    | Chernetskiy (51), Trofimov (51), Tsatevitch (15), Silin (6), Brutt (2)                   |

- 34 pays sont classés.

### Classement par équipes
Ce classement est obtenu en additionnant les points des 5 premiers coureurs de chaque équipe au classement individuel ainsi que les points obtenus lors du contre-la-montre par équipes des championnats du monde.
| Rang | Équipe                  | Points | 5 meilleurs coureurs                                                                    | WTTT |
| ---- | ----------------------- | ------ | --------------------------------------------------------------------------------------- | ---- |
| 1    | Movistar                | 1440   | Valverde (686), N. Quintana (346), Intxausti (119), I. Izagirre (105), Lobato (74)      | 110  |
| 2    | BMC Racing              | 1212   | P. Gilbert (272), van Garderen (219), Van Avermaet (210), Evans (188), S. Sánchez (123) | 200  |
| 3    | Tinkoff-Saxo            | 1186   | Contador (620), Majka (241), Kreuziger (135), Rogers (60), Bennati (10)                 | 120  |
| 4    | Omega Pharma-Quick Step | 1016   | Kwiatkowski (257), N. Terpstra (200), R. Urán (173), T. Martin (146), Vandenbergh (100) | 140  |
| 5    | Orica-GreenEDGE         | 953    | Gerrans (478), Chaves (80), Albasini (80), Impey (73), Matthews (72)                    | 170  |
| 6    | Katusha                 | 938    | Kristoff (321), Rodríguez (286), Špilak (173), D.Moreno (84), G. Caruso (74)            | -    |
| 7    | AG2R La Mondiale        | 919    | Péraud (300), Bardet (247), Pozzovivo (197), C. Betancur (114), Riblon (61)             | -    |
| 8    | Giant-Shimano           | 905    | Degenkolb (278), T. Dumoulin (240), Kittel (136), Barguil (103), Mezgec (58)            | 90   |
| 9    | Sky                     | 890    | Froome (326), Thomas (168), Nieve (104), Swift (91), Porte (71)                         | 130  |
| 10   | Astana                  | 823    | V. Nibali (392), Aru (248), Fuglsang (97), Grivko (60), Gasparotto (26)                 | -    |
| 11   | Garmin-Sharp            | 807    | D. Martin (316), Talansky (135), Navardauskas (126), Slagter (84), Hesjedal (76)        | 70   |
| 12   | Belkin                  | 795    | Mollema (246), Vanmarcke (216), Kelderman (162), Boom (109), Gesink (62)                | -    |
| 13   | Trek Factory Racing     | 759    | Cancellara (286), Nizzolo (108), Arredondo (101), Zubeldia (84), R. Kišerlovski (80)    | 100  |
| 14   | Lampre-Merida           | 706    | Costa (461), Ulissi (125), Niemiec (67), Modolo (36), Cimolai (17)                      | -    |
| 15   | Lotto-Belisol           | 590    | Wellens (204), Gallopin (140), J. Vanendert (104), Van den Broeck (96), Greipel (46)    | -    |
| 16   | FDJ.fr                  | 505    | Pinot (162), Vichot (128), Bouhanni (116), Démare (77), Geniez (22)                     | -    |
| 17   | Cannondale              | 456    | P. Sagan (263), D. Caruso (47), Formolo (30), De Marchi (22), Basso (14)                | 80   |
| 18   | Europcar                | 271    | Rolland (138), Gautier (84), Sicard (22), Voeckler (16), Coquard (11)                   | -    |

## Victoires sur le World Tour
Ci-dessous les coureurs à 1 victoire minimum, les équipes ayant gagnées une course et les pays les plus prolifiques en termes de victoires sur l'édition 2014 du World Tour.
| Pos. | Coureur            | Vict. |
| 1    | Alberto Contador   | 8     |
| 2    | Nacer Bouhanni     | 7     |
| -    | Tony Martin        | 7     |
| 4    | John Degenkolb     | 6     |
| -    | Marcel Kittel      | 6     |
| 6    | Simon Gerrans      | 5     |
| -    | Rafał Majka        | 5     |
| -    | Luka Mezgec        | 5     |
| -    | Vincenzo Nibali    | 5     |
| 10   | Christopher Froome | 4     |
| -    | Alexander Kristoff | 4     |

| Suite du classement | Suite du classement      | Suite du classement | Suite du classement |
| ------------------- | ------------------------ | ------------------- | ------------------- |
| 12                  | Michael Albasini         | 3                   |                     |
| -                   | Fabio Aru                | 3                   |                     |
| -                   | Carlos Betancur          | 3                   |                     |
| -                   | Philippe Gilbert         | 3                   |                     |
| -                   | André Greipel            | 3                   |                     |
| -                   | Michael Matthews         | 3                   |                     |
| -                   | Nairo Quintana           | 3                   |                     |
| -                   | Michael Rogers           | 3                   |                     |
| -                   | Peter Sagan              | 3                   |                     |
| -                   | Diego Ulissi             | 3                   |                     |
| -                   | Alejandro Valverde       | 3                   |                     |
| 23                  | Mark Cavendish           | 2                   |                     |
| -                   | Rui Costa                | 2                   |                     |
| -                   | Adriano Malori           | 2                   |                     |
| -                   | Daniel Martin            | 2                   |                     |
| -                   | Sacha Modolo             | 2                   |                     |
| -                   | Joaquim Rodríguez        | 2                   |                     |
| -                   | Tom-Jelte Slagter        | 2                   |                     |
| -                   | Simon Špilak             | 2                   |                     |
| -                   | Matteo Trentin           | 2                   |                     |
| -                   | Lieuwe Westra            | 2                   |                     |
| -                   | Tim Wellens              | 2                   |                     |
| 34                  | Winner Anacona           | 1                   |                     |
| -                   | Nikias Arndt             | 1                   |                     |
| -                   | Julián Arredondo         | 1                   |                     |
| -                   | Jan Bakelants            | 1                   |                     |
| -                   | Enrico Battaglin         | 1                   |                     |
| -                   | Lars Boom                | 1                   |                     |
| -                   | Theo Bos                 | 1                   |                     |
| -                   | Fabian Cancellara        | 1                   |                     |
| -                   | Marco Canola             | 1                   |                     |
| -                   | Sylvain Chavanel         | 1                   |                     |
| -                   | Esteban Chaves           | 1                   |                     |
| -                   | Stef Clement             | 1                   |                     |
| -                   | Alessandro De Marchi     | 1                   |                     |
| -                   | Tom Dumoulin             | 1                   |                     |
| -                   | Cadel Evans              | 1                   |                     |
| -                   | Tyler Farrar             | 1                   |                     |
| -                   | Tony Gallopin            | 1                   |                     |
| -                   | Andrea Guardini          | 1                   |                     |
| -                   | Adam Hansen              | 1                   |                     |
| -                   | Ryder Hesjedal           | 1                   |                     |
| -                   | Moreno Hofland           | 1                   |                     |
| -                   | Yauheni Hutarovich       | 1                   |                     |
| -                   | Blel Kadri               | 1                   |                     |
| -                   | Michał Kwiatkowski       | 1                   |                     |
| -                   | Cameron Meyer            | 1                   |                     |
| -                   | Ramūnas Navardauskas     | 1                   |                     |
| -                   | Daniel Navarro           | 1                   |                     |
| -                   | Przemysław Niemiec       | 1                   |                     |
| -                   | Mikel Nieve              | 1                   |                     |
| -                   | Matteo Pelucchi          | 1                   |                     |
| -                   | Stefano Pirazzi          | 1                   |                     |
| -                   | Wout Poels               | 1                   |                     |
| -                   | Richie Porte             | 1                   |                     |
| -                   | Zdeněk Štybar            | 1                   |                     |
| -                   | Ben Swift                | 1                   |                     |
| -                   | Andrew Talansky          | 1                   |                     |
| -                   | Niki Terpstra            | 1                   |                     |
| -                   | Yury Trofimov            | 1                   |                     |
| -                   | Rigoberto Urán           | 1                   |                     |
| -                   | Petr Vakoč               | 1                   |                     |
| -                   | Greg Van Avermaet        | 1                   |                     |
| -                   | Tejay van Garderen       | 1                   |                     |
| -                   | Jonas Van Genechten      | 1                   |                     |
| -                   | Guillaume Van Keirsbulck | 1                   |                     |
| -                   | Kristof Vandewalle       | 1                   |                     |
| -                   | Arthur Vichot            | 1                   |                     |
| -                   | Pieter Weening           | 1                   |                     |

| Pos. | Équipe                  | Vict. |
| 1    | Omega Pharma-Quick Step | 20    |
| 2    | Giant-Shimano           | 19    |
| 3    | Tinkoff-Saxo            | 16    |
| 4    | Orica-GreenEDGE         | 15    |
| 5    | Astana                  | 11    |
| 6    | Katusha                 | 9     |
| -    | Lampre-Merida           | 9     |
| -    | Movistar                | 9     |
| 9    | FDJ.fr                  | 8     |
| -    | Garmin-Sharp            | 8     |
| -    | Lotto-Belisol           | 8     |
| 12   | BMC Racing              | 7     |
| -    | Sky                     | 7     |
| 14   | AG2R La Mondiale        | 5     |
| 15   | Belkin                  | 4     |
| -    | Cannondale              | 4     |
| 17   | Bardiani CSF            | 3     |
| -    | Trek Factory Racing     | 3     |
| 19   | IAM                     | 2     |
| 20   | Cofidis                 | 1     |

| Pos. | Pays            | Vict. |
| 1    | Allemagne       | 23    |
| -    | Italie          | 23    |
| 3    | Espagne         | 16    |
| 4    | Australie       | 15    |
| 5    | Pays-Bas        | 12    |
| 6    | France          | 11    |
| 7    | Belgique        | 10    |
| -    | Colombie        | 10    |
| 9    | Grande-Bretagne | 7     |
| -    | Pologne         | 7     |
| -    | Slovénie        | 7     |
| 12   | États-Unis      | 4     |
| -    | Norvège         | 4     |
| -    | Slovaquie       | 4     |
| -    | Suisse          | 4     |
| 16   | Irlande         | 2     |
| -    | Portugal        | 2     |
| -    | Tchéquie        | 2     |
| 19   | Biélorussie     | 1     |
| -    | Canada          | 1     |
| -    | Lituanie        | 1     |
| -    | Russie          | 1     |